# 582. grenadirski polk (Wehrmacht)
582. grenadirski polk (izvirno nemško 582. Grenadier-Regiment; kratica 582. GR) je bil pehotni polk Heera v času druge svetovne vojne.

## Zgodovina
Polk je bil ustanovljen 15. oktobra 1942 s preimenovanjem 582. pehotnega polka; dodeljen je bil 319. pehotni diviziji.